# Mensjikovtoren
De Mensjikovtoren (Russisch: Меншикова башня), ook bekend als de Kerk van de Aartsengel Gabriël (Russisch: Церковь Архангела Гавриила), is een orthodoxe kerk in het centrum van Moskou, in de wijk Kitajgorod.

## Bouw
De kerk werd in het jaar 1707 in opdracht van Aleksandr Mensjikov gebouwd ter vervanging van een oudere Aartsengel Gabriëlkerk op dezelfde locatie uit het jaar 1551. De toren kreeg vijf verdiepingen van steen, waarvan drie octagonaal werden opgetrokken. Met een hoogte van 81 meter kon het bouwwerk wedijveren met de tot dan toe hoogste toren van Moskou, de Klokkentoren van Ivan de Grote in het Kremlin. De spits had een hoogte van 30 meter en werd bekroond met een engel. In 1708 werd een Engels uurwerk geplaatst met 50 klokken. De Mensjikovtoren werd rijkelijk gedecoreerd met figuratieve sculpturen, het grootste deel van de decoraties ging echter in de loop van de 18e eeuw verloren.

## Geschiedenis
Na een blikseminslag in 1723 brandde de toren af. Moskovieten zagen hierin de vinger Gods als straf voor de protserige stijl van de toren. De klokken die daarbij naar beneden vielen, vernielden het houten dak en beschadigden delen van het interieur van het schip. Decennialang bleef de toren in puin. Enkele zijaltaren bleven onbeschadigd zodat de kerk open bleef voor de erediensten.
De vrijmetselaar Ismailov liet de toren herstellen in de jaren 1773-1779. De spits werd echter vervangen door een koepel in barokstijl. De kerk had geen verwarming en was daarom slechts in gebruik als zomerkerk. Als vervangende winterkerk werd daarom in 1806 de neoclassicistische Kerk van de Heilige Theodorus Stratelates gebouwd. Deze kerk zorgt ook voor het luiden van de klokken, aangezien de Mensjikovtoren sinds 1723 geen klokken meer heeft.
Voor een lange periode fungeerde de kerk als huiskerk van het Centrale Postkantoor. Het gebouw werd echter ook gebruikt voor bijeenkomsten van de vrijmetselaars. Bij renovatiewerkzaamheden in 1863 liet de metropoliet Filaret alle aangebrachte symbolen en teksten van de vrijmetselarij uit de kerk verwijderen.

## Sluiting en plundering
In 1922 werd de kerk geplunderd. Daarbij ging de iconostase verloren. Sluiting van de kerk vond plaats in 1923.

## Heropening
In 1947 werden erediensten hervat nadat de kerk werd overgedragen aan het patriarchaat van Antiochië. De huidige iconostase is afkomstig uit de Transfiguratiekerk van het stadsdeel Preobraschenskoye die in de jaren ‘60 werd gesloopt. Tegenwoordig is de kerk weer elke dag geopend.